# La Bostella (film)
Pour les articles homonymes, voir La Bostella (homonymie).
Pour plus de détails, voir Fiche technique et Distribution.
La Bostella est un film français d'Édouard Baer, sorti en 2000. Cette comédie satirique parodie la phase de préproduction d'émissions télévisées, notamment la préparation des courtes rubriques humoristiques de talk-shows. Elle se moque plus particulièrement d'elle-même puisqu'elle présente une version fantasmée de la préparation de l'émission le Centre de visionnage, dans une sorte de mise en abyme délirante.

## Synopsis
Édouard, entouré d'une bande de copains et artistes, anime une rubrique de trois minutes dans une émission de télévision (directement inspirées de Nulle part ailleurs et du Centre de visionnage, sans les nommer). En raison de son succès, il se voit proposer par une grande chaîne nationale d'animer un magazine quotidien de 26 minutes. Édouard réunit alors sa bande pendant l'été, dans une villa en Camargue, pour concevoir sa nouvelle émission prévue pour la rentrée. Mais l'animateur est confronté à une panne d'inspiration, tandis que ses complices sont divisés par des conflits d'ego. Hésitant entre ses responsabilités et un désir effréné de fuguer, Édouard parviendra-t-il à maintenir la cohésion du groupe et à préparer son émission ?

## Fiche technique
- Titre : La Bostella
- Réalisation : Édouard Baer
- Scénario : Édouard Baer et Fabrice Roger-Lacan
- Musique : Julien Baer
- Photographie : Laurent Machuel
- Montage : Marco Cavé
- Direction de casting : Stéphane Foenkinos
- Décors : David Szynkowicz
- Costumes : Malika Hjij, Laurence Lapoyade et Marie Maurel
- Production : Édouard Baer et Marco Cherqui et Jean Labib
- Sociétés de production : Canal+, La Compagnie Panoptique, Les Productions en Cabine, Sylicone
- Société de distribution : Pathé
- Pays de production :  France
- Budget : 1,07 million d'euros
- Genre : comédie
- Format : Digital Video, 1.85:1
- Durée : 95 minutes
- Date de sortie : 7 juin 2000
- Box-office France : 45 057 entrées
- Lieux de tournage : Arles, Fontvieille, Camargue, Marcoussis

## Distribution
- Édouard Baer : Édouard
- Rosine Favey : Toune, la mère d'Édouard
- Gilles Gaston-Dreyfus : Gilles
- Jean-Michel Lahmi : Jean-Mi
- Pierre-Louis Lanier : Jef
- Philippe Laudenbach : Jacky
- Emmanuelle Lepoutre : Manu
- Francis Van Litsenborgh : Francis
- Joseph Malerba : Jo
- Sonia Mankaï : Karima
- Patrick Mille : Milou
- Isabelle Nanty : Mathilda, la productrice
- Sandrine Rigault : Chloé
- François Rollin : Dr. Drain
- André Djento : Zitrac
- Muriel Franceschetti :
- Jean-Paul Journot :
- Francia Seguy : la mère de Francis
- Alain Vagh : Alain, artiste local
- Roland Menou : Roland
- Stéphanie Dilmi : la stripteaseuse Bambi
- Mathieu Ducrez : l'homme escargot Mike
- Roger Chaix : danseur de bodega
- Gisèle Bostel : une vieille dame au marché
- Vincent Desagnat : un fan d'Édouard
- Marc D'Oelsnitz : client du restaurant
- Jean-Pierre Roueyroux : Foccart
- Franck Bussi : bouliste
- Laurent Seguin : bouliste
- Pierre Leboulch : photographe local
- Marcel Lacomare : le gaillard
- René Mondet : le chef cuistot
- Hélène Mondet : la femme du chef cuistot
- Atmen Kelif : Momo
- Ariel Wizman : un rocker

## Commentaires
Le film tire son nom d'une chanson (de) des années 1960, signée Honoré Bostel, qui servait de générique au Centre de visionnage, l'émission télévisée servant de support au film.
Tout est fait pour que le spectateur croie assister au making-of du travail préparatoire de la suite du Centre de visionnage, qui terminait un temps l'émission Nulle part ailleurs sur Canal+.
Le film n'est pas à proprement à parler une comédie, malgré des séquences qui empruntent au genre. Il a en effet un ton plutôt mélancolique, certains critiques ayant salué une variation subtile et anti-conventionnelle autour du thème de la page blanche.
La musique est signée par Julien Baer, frère d'Édouard.